# Manual of the New Zealand Flora
Manual of the New Zealand Flora (abreviado Man. New Zealand Fl.) es un libro con descripciones botánicas que fue editado por el naturalista neozelandés Thomas Frederic Cheeseman. Se publicó una 1ª edición en 1906 y una segunda edición en 1925.